# Finca 30

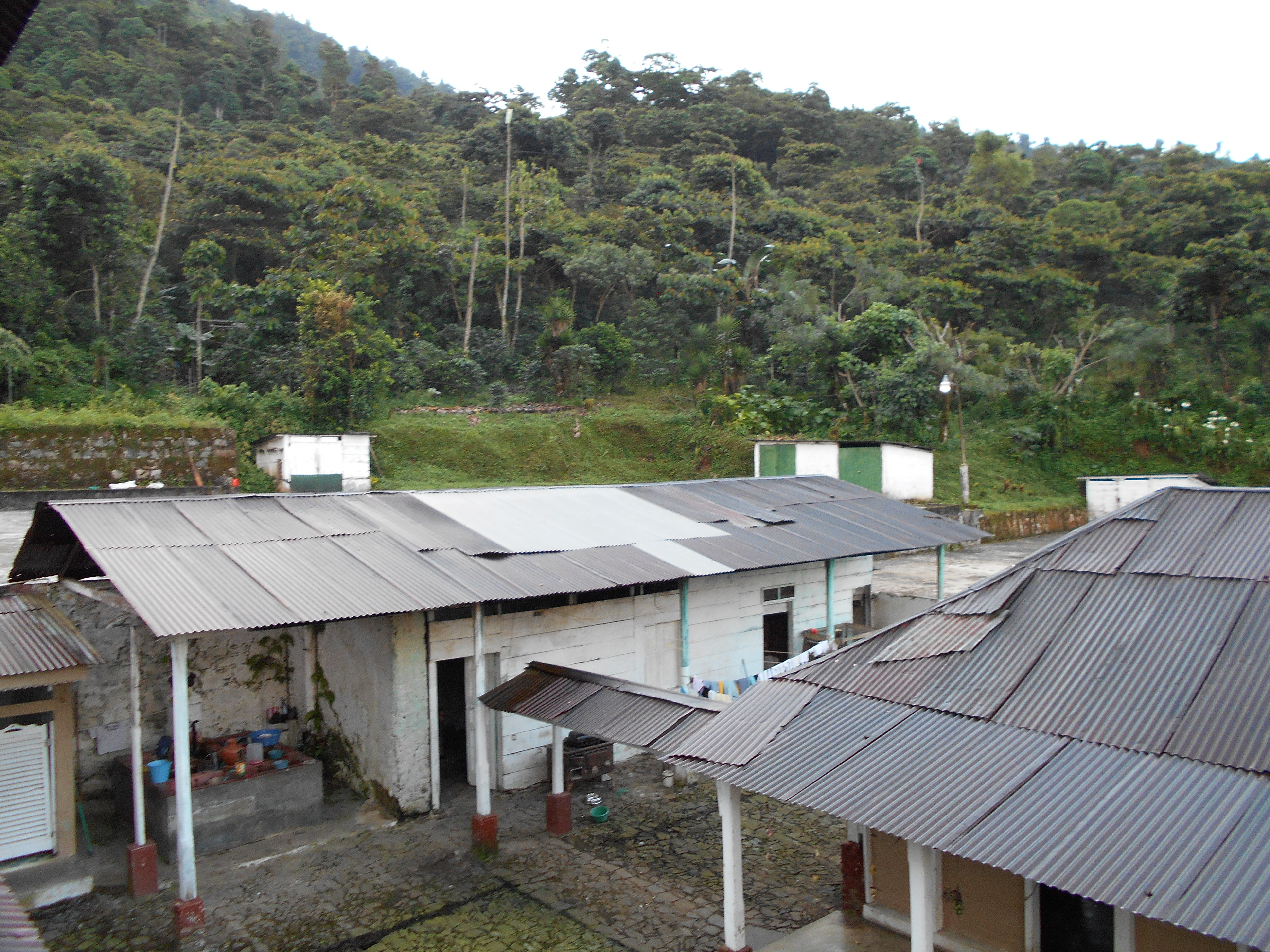
Finca relacionada

Finca 30 o Finca las 30 como también se le conoce es un corregimiento del distrito de Changuinola, en la provincia de Bocas del Toro, República de Panamá. Fue fundado el 8 de junio de 2015, segregado del antiguo corregimiento de Changuinola. El corregimiento de Finca Las 30 está conformado por diversas zonas o barrios que lo integran, entre ellos: la barriada Caobana, El Tecal, Finca 31, Finca 32, Finca 33 y, al este del corregimiento, la comunidad de Teobroma, que presenta la mayor densidad de población.